# Андреа Досена
Андреа Досена (на италиански: Andrea Dossena) е италиански професионален футболист, ляв защитник, който може да играе и като ляв полузащитник. Той играе за италианския Наполи. Висок е 180 сантиметра и тежи 79 килограма.
Досена е юноша на Верона, като успява да пробие в първия състав през 2001 година. За четири сезона на „Бентегоди“ бранителят изиграва 99 мача и отбелязва 3 гола в мачовете от първенството. През лятото на 2005 Досена подписва с Удинезе, но „фриуланите“ го предостъпват на Тревизо за сезон 2005/2006 (21 мача в шампионата). След изтичането му на периода под наем, бекът се завръща в Удине, където остава през следващите две години, изигравайки 63 мача и бележейки 2 гола.
На 4 юли 2008 година Ливърпул съобщава, че Досена е подписал договор за четири години с клуба. Италианецът е привлечен като заместник на норвежеца Йон Арне Риисе, приминал в Рома. Андреа прави своя официален дебют за „мърсисайдци“ на 16 август в гостуването на Съндърланд, спечелено с 1:0. Отбелязва първия си гол за Ливърпул на 10 март 2009 година в реванша от 1/8 финалите на Шампионската лига срещу Реал (Мадрид) на „Анфийлд“, спечелен с 4:0. Италианецът е автор на последното попадение. Първия си гол в Премиършип защитникът бележи на 14 март при победата като гост срещу Манчестър Юнайтед на стадион Олд Трафорд с 4:1. Досена отново бележи последното попадение в срещата. В първия си сезон на „Анфийлд“ Досена изиграва 16 мача в шампионата и бележи 1 гол.
На 8 януари 2010 Досена преминава в италианския Наполи и подписва 4-годишен договор. Получава фланелка с номер 8. Прави дебюта си за Наполи срещу Ювентус в мач за Купата на Италия на 13 януари. Прави дебюта си в Серия А срещу Палермо в равенството 0:0.
Футболистът прави дебюта си за националния тим на Италия на 17 октомври 2007 в контролата срещу ЮАР. Второто си участие за „Скуадра адзура“ бранителят записва в равенството 2:2 срещу Австрия на 20 август 2008 година, когато влиза като резерва на полувремето на срещата. Към май 2009 Досена е изиграл 7 мача с националната фланелка, като все още не се е разписвал.